# Maximilian Thalhammer
Maximilian Thalhammer (Frisinga, 10 luglio 1997) è un calciatore tedesco, centrocampista del Waldhof Mannheim.

## Caratteristiche tecniche
È un centrocampista difensivo.

## Carriera
Cresciuto nel settore giovanile dell'Ingolstadt 04, debutta in prima squadra il 3 febbraio 2018 giocando l'incontro di 2. Bundesliga vinto 3-0 contro il Greuther Fürth; al termine della stagione viene prestato allo Jahn Ratisbona dove gioca 22 incontri segnando una rete.
Rientrato all'Ingolstadt, nel frattempo retrocesso in 3. Liga, si ritaglia un ruolo da titolare nel corso della stagione 2019-2020 dove gioca 33 incontri fra campionato e coppe realizzando tre reti; al termine della stagione viene acquistato dal Paderborn.

## Statistiche
Statistiche aggiornate al 10 aprile 2021.

### Presenze e reti nei club
| Stagione        | Squadra          | Campionato      | Campionato | Campionato | Coppe nazionali | Coppe nazionali | Coppe nazionali | Coppe continentali | Coppe continentali | Coppe continentali | Altre coppe | Altre coppe | Altre coppe | Totale | Totale | Totale |
| Stagione        | Squadra          | Comp            | Pres       | Reti       | Comp            | Pres            | Reti            | Comp               | Pres               | Reti               | Comp        | Pres        | Reti        | Pres   | Reti   |        |
| --------------- | ---------------- | --------------- | ---------- | ---------- | --------------- | --------------- | --------------- | ------------------ | ------------------ | ------------------ | ----------- | ----------- | ----------- | ------ | ------ | ------ |
| 2016-2017       | Ingolstadt 04 II | RL              | 25         | 3          |                 | -               | -               |                    | -                  | -                  |             | -           | -           | 25     | 3      |        |
| 2017-2018       | Ingolstadt 04 II | RL              | 10         | 0          |                 | -               | -               |                    | -                  | -                  |             | -           | -           | 10     | 0      |        |
| 2017-2018       | Ingolstadt 04    | 2L              | 3          | 0          | CG              | 0               | 0               |                    | -                  | -                  |             | -           | -           | 3      | 0      |        |
| 2018-2019       | Jahn Ratisbona   | 2L              | 22         | 1          | CG              | 0               | 0               |                    | -                  | -                  |             | -           | -           | 22     | 1      |        |
| 2019-2020       | Ingolstadt 04    | 3L              | 32+2       | 3+0        | CG              | 1               | 0               |                    | -                  | -                  |             | -           | -           | 35     | 3      |        |
| 2020-2021       | Paderborn        | 2L              | 17         | 0          | CG              | 3               | 0               |                    | -                  | -                  |             | -           | -           | 20     | 0      |        |
| Totale carriera | Totale carriera  | Totale carriera | 111        | 7          |                 | 4               | 0               |                    | -                  | -                  |             | -           | -           | 115    | 7      |        |